# Hypomecis costaria
Hypomecis costaria là một loài bướm đêm trong họ Geometridae.